# Relations entre l'Algérie et l'Australie
Les relations entre l'Algérie et l'Australie se réfèrent aux relations bilatérales et diplomatiques entre la République algérienne démocratique et populaire et le Commonwealth d'Australie. 

## Présentation
Les deux pays ont établi des relations diplomatiques à l’indépendance de l’Algérie en 1962.

### Relations officielles
L'Algérie maintient une ambassade à Canberra, tandis que l’Australie a un ambassadeur non résident à Paris en France.
De 1975 à 1991, l’Australie avait une ambassade résidente et un ambassadeur à Alger, de 1991 à 1998 à Paris, de 1998 à 2002 au Caire en Égypte, de 2002 à 2014 elle a fermé pour des raisons budgétaires.
Elle a rouvert son siège à Paris depuis 2014.